# Svínafell (kulle i Island, Västlandet, lat 64,95, long -22,30)
Svínafell är en kulle i republiken Island. Den ligger i regionen Västlandet, 90 km norr om huvudstaden Reykjavík. Toppen på Svínafell är 367 meter över havet, eller 185 meter över den omgivande terrängen. Bredden vid basen är 3,2 km.
Trakten runt Svínafell är nära nog obefolkad, med mindre än två invånare per kvadratkilometer. Det finns inga samhällen i närheten. Trakten runt Svínafell består i huvudsak av gräsmarker.